# Kap Verdes flag
Kap Verdes flag består af en blå flagdug, en rød stribe på hvidt i nedre del af dugen og med en krans af ti gule stjerner. Striberne er i størrelsesforholdet 6:1:1:1:3. Stjernekransen er sat tre ottendedele ud fra stangsiden af flagdugen. Flaget er i størrelsesforholdet 3:5. Det blev officielt taget i brug 22. september 1992.
De ti stjerner i flaget symboliserer de ti største øer, blåfargen havet og himmelen. De hvide og røde striber repræsenterer vejen mod at bygge en selvstændig nation, hvor hvidfarven symboliserer fred og det røde indsats.
Flaget symboliserer det endelige brud med Guinea-Bissau, som Kap Verde havde som intention at gå i union med. Før det nuværende flaget blev indført benyttede Kap Verde et flag i de panafrikanske farver, hvor dugen var delt i gult over grønt, og der fandtes et rødt felt ved stangen. Også Guinea-Bissau benyttede et flag som dette, men de to lande havde ulige emblemer i det røde felt. Guinea-Bissau førte en sort stjerne. Denne var også til at finde i Kap Verdes flag, men var her indsat en krans med en musling nederst. Begge landes flag var baseret på PAIGC's flag, partiet som ledte begge lande til uafhængighed, og som havde forening af dem som mål.